# Buna (Neretva)
Buna je levý přítok řeky Neretvy, nachází se v jihovýchodní Bosně a Hercegovině.
Řeka vyvěrá z hluboké jeskyně u obce Blagaj, po pouhých 9 km toku se vlévá do řeky Neretvy. Vlévá se u obce se stejným názvem, nedaleko silničního mostu komunikace Mostar–Metković. Její prameniště, stejně jako 200 m hluboká jeskyně, patří mezi turisticky atraktivní a navštěvovaná místa v Bosně a Hercegovině. Z pramene řeky vytéká 40 000 l/s vody. Teplota vody dosahuje 10 stupňů celsia i v létě.
Během existence Osmanské říše byl u prameniště zbudován dervišský klášter.